# Copa del Rey 1931
Die Copa del Rey 1931 war die 29. Austragung des spanischen Fußballpokals.
Der Wettbewerb startete am 12. April und endete mit dem Finale am 21. Juni 1931 im Estadio Chamartín in Madrid. Titelverteidiger des Pokalwettbewerbes war Athletic Bilbao. Den Titel gewann erneut Athletic Bilbao durch einen 3:1-Erfolg im Finale gegen Betis Sevilla.

## Runde der letzten 32
Die Hinspiele wurden am 12. April, die Rückspiele am 3. Mai 1931 ausgetragen.
|                      | Gesamt |                  | Hinspiel | Rückspiel |
| -------------------- | ------ | ---------------- | -------- | --------- |
| Racing de Madrid     | 3:8    | FC Sevilla       | 2:0      | 1:8       |
| Betis Sevilla        | 6:5    | Real Sociedad    | 5:1      | 1:4       |
| FC Barcelona         | 12:10  | CD Don Benito    | 9:0      | 3:1       |
| CD Alavés            | 4:5    | CD Sabadell      | 2:2      | 2:3       |
| Unión Club           | 4:2    | Celta Vigo       | 3:1      | 1:1       |
| Racing Santander     | 1:7    | Arenas Club      | 0:2      | 1:5       |
| CD Logroño           | 15:10  | Cultural Leonesa | 7:0      | 8:1       |
| FC Valencia          | 5:4    | Iberia SD        | 2:0      | 3:4       |
| FC Badalona          | 1      | Patria Aragón    |          |           |
| Oviedo FC            | 2      | FC Lorca         |          |           |
| Athletic Palma       | 1:3    | CD Castellón     | 1:0      | 0:3       |
| Valladolid Deportivo | 4:2    | Athletic Madrid  | 2:1      | 2:1       |
| Madrid FC            | 9:2    | Eclipse FC       | 4:0      | 5:2       |
| Deportivo La Coruña  | 1:3    | Murcia FC        | 0:1      | 1:2       |

- Freilose: Athletic Bilbao, Sporting Gijón

## Achtelfinale
Die Hinspiele wurden am 10. Mai, die Rückspiele am 17. Mai 1931 ausgetragen.
|                      | Gesamt |                | Hinspiel | Rückspiel |
| -------------------- | ------ | -------------- | -------- | --------- |
| FC Valencia          | 4:3    | FC Barcelona   | 2:2      | 2:1       |
| FC Badalona          | 1:2    | Betis Sevilla  | 1:0      | 0:2       |
| Athletic Bilbao      | 5:3    | CD Sabadell    | 4:0      | 1:3       |
| FC Sevilla           | 4:4    | CD Castellón   | 3:1      | 1:3       |
| Oviedo FC            | 1:6    | Arenas Club    | 1:2      | 0:4       |
| Unión Club           | 4:1    | Sporting Gijón | 4:1      | 0:0       |
| Valladolid Deportivo | 0:4    | CD Logroño     | 0:0      | 0:4       |
| Madrid FC            | 3:0    | Murcia FC      | 3:0      | 0:0       |

### Entscheidungsspiele
Das Spiel wurde am 19. Mai in Madrid ausgetragen.
|            | Ergebnis |              |
| ---------- | -------- | ------------ |
| FC Sevilla | 1:2      | CD Castellón |

## Viertelfinale
Die Hinspiele wurden am 24. Mai, die Rückspiele am 31. Mai 1931 ausgetragen.
|               | Gesamt |                 | Hinspiel | Rückspiel |
| ------------- | ------ | --------------- | -------- | --------- |
| Arenas Club   | 3:3    | FC Valencia     | 2:2      | 1:1       |
| Unión Club    | 2:6    | Athletic Bilbao | 2:2      | 0:4       |
| Betis Sevilla | 3:1    | Madrid FC       | 3:0      | 0:1       |
| CD Castellón  | 2:3    | CD Logroño      | 2:0      | 0:3       |

### Entscheidungsspiele
Das Spiel wurde am 2. Juni in Barcelona ausgetragen.
|             | Ergebnis |             |
| ----------- | -------- | ----------- |
| Arenas Club | 2:1      | FC Valencia |

## Halbfinale
Die Hinspiele wurden am 7. Juni, die Rückspiele am 14. Juni 1931 ausgetragen.
|             | Gesamt |                 | Hinspiel | Rückspiel |
| ----------- | ------ | --------------- | -------- | --------- |
| CD Logroño  | 03:12  | Athletic Bilbao | 0:6      | 3:6       |
| Arenas Club | 2:2    | Betis Sevilla   | 2:1      | 0:1       |

### Entscheidungsspiele
Das Spiel wurde am 16. Juni in Madrid ausgetragen.
|             | Ergebnis |               |
| ----------- | -------- | ------------- |
| Arenas Club | 0:2      | Betis Sevilla |

## Finale
| Athletic Bilbao                             | Athletic Bilbao | Betis Sevilla | Betis Sevilla |
| ------------------------------------------- | --- | --- | ------------- |
| Athletic Bilbao                             | \| 21. Juni 1931 in Madrid (Estadio Chamartín) \| \| Ergebnis: 3:1 (2:0) \| \| Zuschauer: 20.000 \| \| Schiedsrichter: Jesús Arribas \|                                                                                          | \| 21. Juni 1931 in Madrid (Estadio Chamartín) \| \| Ergebnis: 3:1 (2:0) \| \| Zuschauer: 20.000 \| \| Schiedsrichter: Jesús Arribas \|                                                                         | Betis Sevilla |
| Athletic Bilbao                             | Gregorio Blasco – Alfonso Careaga, José María Castellanos – Juan Garizurieta , José Muguerza, Roberto Echevarría – Demetrio Felipés, José Iraragorri, Bata, Chirri II, Guillermo Gorostiza Cheftrainer: Fred Pentland ( England) | Jesús Bernáldez (46. Juan Pedrosa) – Andrés Aranda , Jesusín – José Suárez Peral, Enrique Soladrero, Adolfito – Timimi, Adolfo Martín, Rosendo Romero, Enrique Garrido, Rafael Sanz Cheftrainer: Emilio Sampere | Betis Sevilla |
| Athletic Bilbao                             | 1:0 Chirri II (17.) 2:0 Roberto Echevarría (38.) 3:0 Bata (54.) | 3:1 Rafael Sanz (57.) | Betis Sevilla |
| 21. Juni 1931 in Madrid (Estadio Chamartín) | | |               |
| Ergebnis: 3:1 (2:0)                         | | |               |
| Zuschauer: 20.000                           | | |               |
| Schiedsrichter: Jesús Arribas               | | |               |